# Arts Action Against Domestic Violence
Arts Action Against Domestic Violence (en català, Acció artística contra la violència domèstica) és un grup format per dones artistes i escriptores unit a altres organitzacions de dones el 1990 com a reacció a les dones assassinades a l'estat de Minnesota per les seues parelles o els seus coneguts.
Van fer una exposició de 26 figures de fusta roja de grandària real amb cada nom de les dones víctimes pel seu home, ex-marit, parella o conegut. Les figures eren anomenades "Silent Witness". Eren 26 figures amb nom més una que representava les dones sense comptabilitzar que estaven per resoldre o erròniament considerades mortes accidentalment. El 2002 una organització hongaresa, l'Associació NANE, va fer una cosa pareguda que tingué un gran èxit mediàtic a Hongria.